# UTC+1

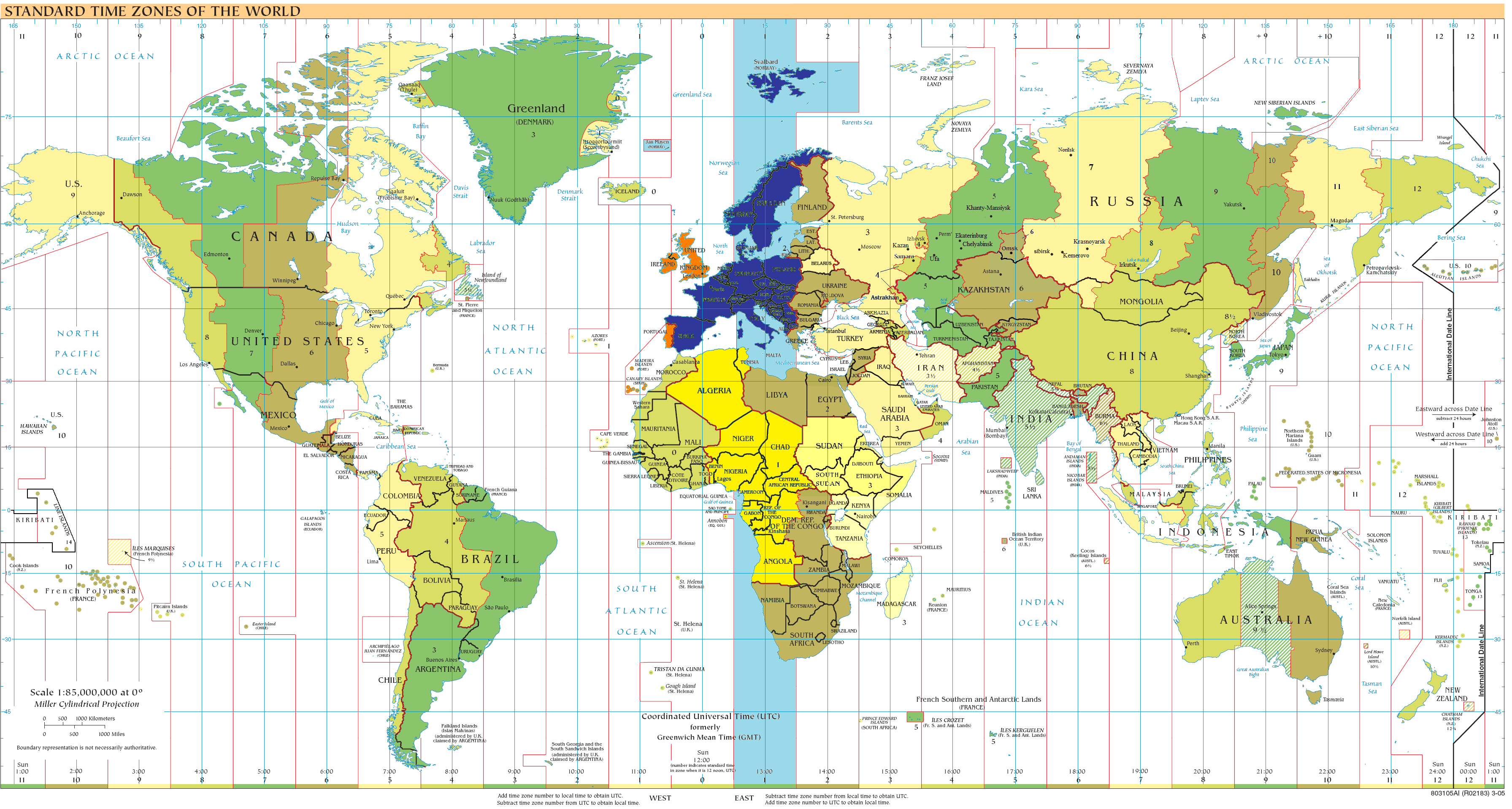
UTC+1: azul (dezembro), laranja (junho), amarelo (o ano todo), azul claro (zonas do mar).

UTC+01:00 ou Horário da Europa Central e África Ocidental é usado nas localizações abaixo descritas:
- Horário da Europa Central
- Horário da África Ocidental
- Horário de Verão da Europa Ocidental*
  - Horário de verão britânico*
  - Horário de Verão Irlandês*
- Romance Standard Time (Painel de Controle Microsoft Windows)
- Swatch Internet Time

Longitude ao meio: 15º 00' 00" L

## Como padrão do tempo (o ano todo)
- Angola
- Argélia
- Benim
- Camarões
- Chade
- Guiné Equatorial
- Gabão
- Marrocos
- Níger
- Nigéria
- República Centro-Africana
- República do Congo
- República Democrática do Congo (Oeste: Kinshasa)

## Como tempo padrão (inverno do hemisfério norte)
- Albânia
- Alemanha
- Andorra
- Áustria
- Bélgica
- Bósnia e Herzegovina
- Croácia
- Dinamarca
- Eslováquia
- Eslovénia
- Espanha
  - exceto Ilhas Canárias
- França
- Gibraltar
  - território britânico ultramarino
- Hungria
- Itália
- Kosovo
- Liechtenstein
- Luxemburgo
- Macedônia do Norte
- Malta
- Mônaco
- Montenegro
- Noruega, incluindo:
  - Svalbard e Jan Mayen
- Países Baixos
- Polônia
- República Checa
- San Marino
- Sérvia
- Suécia
- Suíça
- Tunísia
- Vaticano

## No horário de verão (verão do hemisfério norte)
- Espanha
  - Ilhas Canárias somente
- Guernsey
  - dependência da Coroa Britânica
- Ilhas Feroé
  - região autônoma da Dinamarca
- Ilha de Man
  - dependência da Coroa Britânica
- Irlanda
- Jersey
  - dependência da Coroa Britânica
- Portugal
  - excepto Açores
- Reino Unido